# Kirkby Stephen

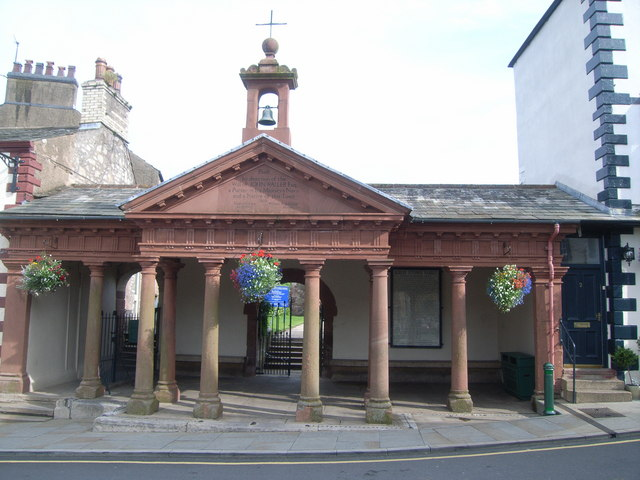
Eingang zum Kirchhof

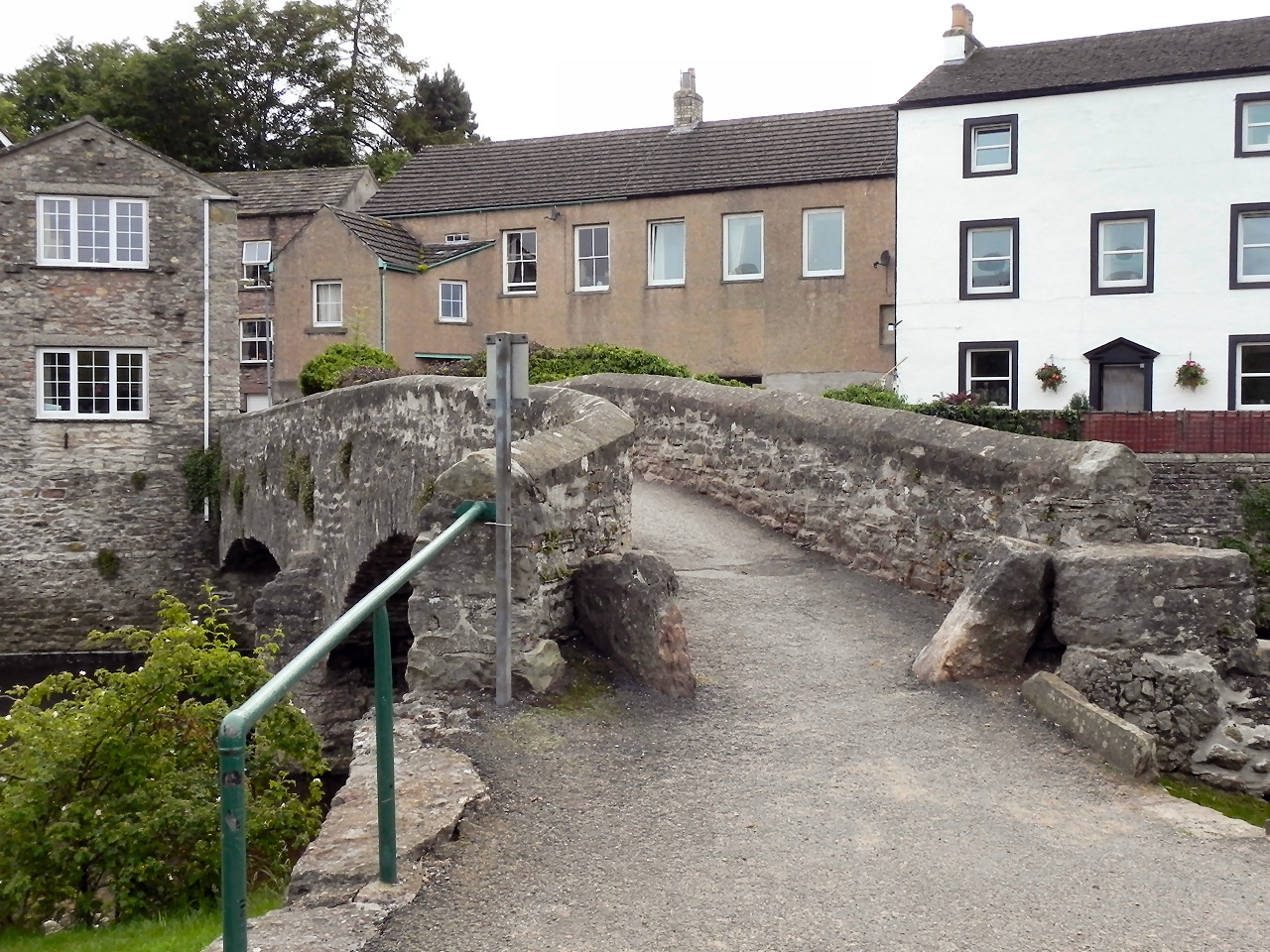
„Frank’s Bridge“ über den Eden

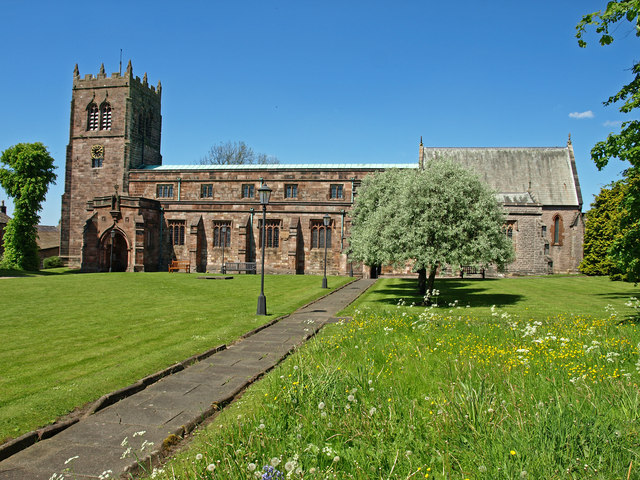
Pfarrkirche St. Stephen, parallel von der anglikanischen und der römisch-katholischen Gemeinde genutzt

Kirkby Stephen ([ˈkɜːrbi 'stiːvən], das zweite k ist stumm) ist eine Marktstadt und eine Verwaltungseinheit in der Unitary Authority Westmorland and Furness in der Grafschaft Cumbria im Nordwesten Englands.

## Lage
Kirkby Stephen liegt in der traditionellen Grafschaft Westmorland im Tal des Flusses Eden. Der Siedlungsbereich hat sich entlang der Durchgangsstraße ausgebildet, er ist rund 2 km lang und bis zu 500 m breit. Der Fluss Eden flankiert den nördlichen Teil an dessen Ostseite.
Nördlich und westlich der Stadt erstreckt sich welliges Hügelland mit ausgedehnten verwitterten Kalksteinformationen. Östlich erhebt sich das Mittelgebirge der Pennines. Einige Kilometer südlich zieht sich die Geländebrücke der Howgill Fells von den Pennines westwärts zu den Cumbrian Mountains, so dass die Stadt im Osten und Süden von relativ hohem Bergland umgeben ist.
Die nächsten größeren Städte sind Penrith nordwestlich und Kendal südwestlich, beide knapp 40 Straßen-km entfernt.

## Verkehr

### Straße
Durch die Stadt verläuft als Hauptstraße die A685, die nur wenige Kilometer nördlich in Brough Anschluss an die Fernstraße A66 hat und in der anderen Richtung an die Autobahn M6 anschließt. Zudem beginnt in Kirkby Stephen die B6270, eine untergeordnete Straße, die über die Pennines nach Reeth und Richmond führt.

### Bahn
Kirkby Stephen besitzt einen Bahnhof etwa 3 km südlich der Stadt an der historisch bedeutsamen Bahnstrecke Settle–Carlisle. Er ist von der Stadt aus über die A685 oder einen separaten Fußweg erreichbar.
Direkt am Südende der Stadt westlich der Durchgangsstraße liegt Kirkby Stephen East, ein zweiter Bahnhof, stillgelegt, jedoch 2011 als Museum wiedereröffnet, an dem die historischen Bahnlinien South Durham & Lancashire Union Railway und Eden Valley Railway aufeinandertrafen. Diese Strecken sind größtenteils abgebaut, Bahndämme und Überführungsbauwerke sind vielfach noch vorhanden und werden zum Teil von Radfernwegen genutzt.

## Entwicklung
Im Jahr 2001 hatte Kirkby Stephen 1832, im Jahre 2011 noch 1822 Einwohner und 2021 1895 Einwohner laut Census.

## Kultur
Markttag ist Montag. Zweimal jährlich werden mehrtägige Jahrmärkte abgehalten.

## Tourismus
Durch die Stadt verlaufen der Fernwanderweg Coast to Coast Walk und der nationale Radfernweg Nr. 70 Walney to Wear.
Die gute Erreichbarkeit, landschaftlich reizvolle Lage und gute Ausstattung mit Einzelhandelsgeschäften macht Kirkby Stephen zum geeigneten Standquartier für Wanderurlaube. Es bestehen mehrere Hotels, eine private Jugendherberge, ein Campingplatz am Südende der Stadt und zahlreiche Privatunterkünfte.
Als Hausberg der Stadt gilt das Nine Standards Rigg.
Kirkby Stephen ist Standort einer freiwilligen, spendenfinanzierten Bergrettungsmannschaft, zuständig für Upper Eden Valley.